# Madripoor
Madripoor é uma cidade fictícia presente nas histórias em quadrinhos do Universo Marvel, publicadas pela Marvel Comics.
Trata-se de uma ilha, capital de um principado ao sul de Singapura. É nessa cidade que Wolverine viveu a maior parte de suas aventuras-solo nos anos 80 e 90, sendo conhecido pelo nome de Caolho, devido ao tapa-olho que usava.
A ilha divide-se entre a "Cidada Alta" e a "Cidade Baixa". A primeira é exemplo da riqueza e tecnologia do Século XXI, recebendo muitos turistas. A segunda exibe uma pobreza característica do Século XVIII. É lá que o Caolho concentra suas atividades. Toda a cidade é controlada pelo Príncipe de Madripoor, que se beneficia do turismo da cidade alta e dos crimes cometidos na cidade baixa.
A cidade baixa é um reduto miserável para bandidos da pior espécie, sendo comum em suas ruas o assassinato, extorsão, roubo e tráfico de drogas e mulheres. Ela é dominada por um "Senhor do Crime", que praticamente controla todas as atividades do local. Quando Logan chega na cidade, a pedido de seu amigo Dave Chapel, ele ajuda Tigre a derrubar Roche, o antigo Senhor do Crime Local. Com Tigre assumindo essa função, o Caolho permanece na cidade, agindo como seu guarda-costas e "consciência".
Atualmente a cidade baixa é dominada pela Víbora, que se vale de seu casamento com Wolverine (realizado a força devido a uma promessa que Logan fez a uma amiga) para controlar o crime local.

## Bar Princesa
O Bar Princesa é um bar fictício, localizado em Madripoor.

## Em outras mídias

### Universo Cinematográfico Marvel
- Na série da Disney+ Falcão e o Soldado Invernal os protagronistas têm uma breve passagem pela cidade.